# 12th Manitoba Dragoons
Les 12th Manitoba Dragoons sont un régiment blindé de l'Armée canadienne des Forces armées canadiennes présentement sur l'ordre de bataille supplémentaire. Il fut créé en 1903 à Brandon au Manitoba.

## Perpétuations
Les 12th Manitoba Dragoons perpétuent l'histoire des unités suivantes :
- 95th Battalion, Manitoba Grenadiers (impliqué dans la rébellion du Nord-Ouest de 1885)
- 6th Battalion (Fort Garrys), CEF (en) (impliqué dans la Première Guerre mondiale)
- 32nd Battalion, CEF (en) (impliqué dans la Première Guerre mondiale)

## Histoire

### Lignée
Les 12th Manitona Dragoons furent créés à Brandon au Manitoba le 1er juillet 1903. Le 31 janvier 1935, ils furent amalgamés avec The Border Horse, mais conservèrent le même nom. Le 7 novembre 1940, ils furent renommés en 12th (Reserve) Manitoba Dragoons, le 1er avril 1946, en 18th Armoured Car Regiment (12th Dragoons), RCAC, le 4 février 1949, en 12th Manitoba Dragoons, (18th Armoured Car Regiment) et, le 1er octobre 1954, en 12th Manitoba Dragoons (18th Armoured Regiment). Le 19 mai 1958, ils réadoptèrent leur nom original et actuel de 12th Manitoba Dragoons. Le 31 décembre 1964, le régiment fut réduit à un effectif nul et transféré à l'ordre de bataille supplémentaire.

### Première Guerre mondiale
Le 6 août 1914, des éléments du 20th Border Horse, qui fusionna avec les 12th Manitoba Dragoons en 1935, furent mobilisés pour le service actif afin de fournir des services de protection locaux.
Le 10 août 1914, le 6th Battalion, CEF (en), dont les 12th Manitoba Dragoons perpétuent l'histoire, fut créé. Le 29 septembre 1914, il s'embarqua pour la Grande-Bretagne. Le 20 janvier 1915, il forma le noyau du Remount Depot. Le 6 mars 1915, la majorité de son personnel fut transférée au Canadian Cavalry Depot, CEF afin de servir de renforts aux troupes canadiennes en campagne. Le 5 avril 1918, le bataillon fut dissous.
Le 3 novembre 1914, le 32nd "Overseas" Battalion, CEF (en), dont les 12th Manitoba Dragoons perpétuent l'histoire, fut créé. Le 23 février 1915, il s'embarqua pour la Grande-Bretagne. Le 18 avril 1915, il fut renommé en 32nd Reserve Battalion, CEF. Le 4 janvier 1917, son personnel fut transféré au 15th Reserve Battalion, CEF afin de servir de renforts aux troupes canadiennes en campagne. Le 1er septembre 1917, le bataillon fut dissous.

### Seconde Guerre mondiale

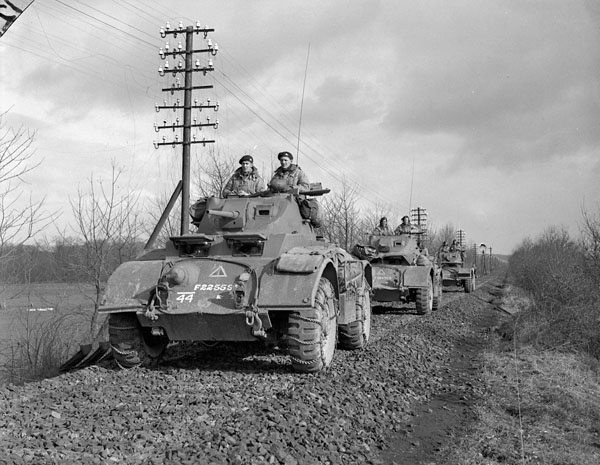
Char T17 des Manitoba Dragoons en Allemagne en mars 1945

Le 10 mai 1941, les 12th Manitoba Dragoons mobilisèrent le 18th (Manitoba) Reconnaissance Battalion, CAC, CASF. Le 26 janvier 1942, ce dernier fut renommé en 18th (Manitoba) Armoured Car Regiment, CAC, CASF, le 16 décembre 1942, en 18th Armoured Car Regiment (12th Manitoba Dragoons), CAC, CASF et, le 2 août 1945, en 18th Armoured Car Regiment (12th Manitoba Dragoons), RCAC, CASF. Le 19 août 1945, il s'embarqua pour la Grande-Bretagne. Les 8 et 9 juillet 1944, il participa au débarquement en Normandie en tant que composante du 2e Corps canadien. Il combattit dans le Nord-Ouest de l'Europe jusqu'à la fin de la guerre. Le 31 janvier 1946, il fut dissous.

## Honneurs de bataille
| Honneur                           | Dates                                                      |
| Rébellion du Nord-Ouest           | Rébellion du Nord-Ouest                                    |
| --------------------------------- | ---------------------------------------------------------- |
| Canada du Nord-Ouest, 1885        | 26 mars au 12 mai 1885                                     |
| Guerre d'Afrique du Sud           |                                                            |
| Afrique du Sud, 1900              |                                                            |
| Première Guerre mondiale          |                                                            |
| Ypres, 1915                       | 22 avril au 25 mai 1915                                    |
| Festubert, 1915                   | 15 au 25 mai 1915                                          |
| Mont Sorrel                       | 2 au 13 juin 1916                                          |
| Somme, 1916, '18                  | 1er juillet au 18 novembre 1916 et 21 mars au 5 avril 1918 |
| Cambrai, 1917                     | 20 novembre au 3 décembre 1917                             |
| Amiens                            | 8 au 11 août 1918                                          |
| Ligne Hindenburg                  | 12 septembre au 9 octobre 1918                             |
| Poursuite vers Mons               | 28 septembre au 11 novembre 1918                           |
| Seconde Guerre mondiale           |                                                            |
| Falaise                           | 7 au 22 août 1944                                          |
| Route de Falaise                  | 7 au 9 août 1944                                           |
| La Laison                         | 14 au 17 août 1944                                         |
| Chambois                          | 18 au 22 âoût 1944                                         |
| La Rhénanie                       | 8 février au 10 mars 1945                                  |
| Bad Zwischenahn                   | 23 avril au 4 mai 1915                                     |
| Nord-Ouest de l'Europe, 1944-1945 |                                                            |

## Insigne

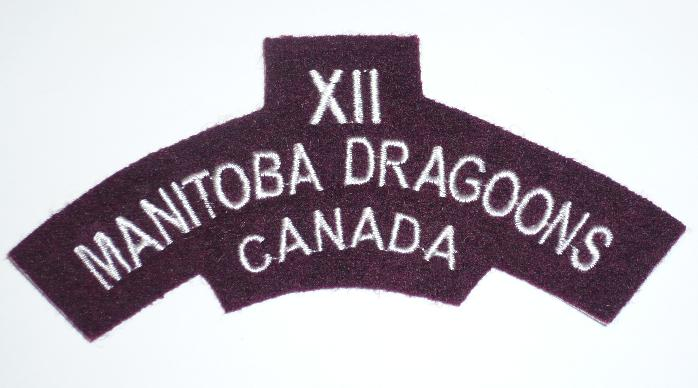
Insigne d'épaule des Manitoba Dragoons

L'insigne des 12th Manitoba Dragoons est un bison d'or se tenant prêt à charger sur une terrasse herbeuse de sinople portant l'inscription « XII » en lettres d'argent, c'est-à-dire le chiffre « 12 » en numérotation romaine, soutenu d'un listel de gueules liséré d'argent portant l'inscription « MANITOBA DRAGOONS » en lettres d'argent. Le bison symbolise le Manitoba.

## Affiliation
Le corps des Cadets royaux de l'Armée canadienne 2528 est affilié au régiment et porte ses insignes. Il a été créé le 19 octobre 1954. Lorsque le régiment fut dissous, le corps de cadets changea son affiliation pour la 71st Field Battery et, par la suite, le 26th Field Regiment, RCA. La branche numéro 8 de la Légion royale canadienne devint l'organisation supportrice du corps le 26 mai 1975 et commença à héberger l'unité dans ses locaux. Le 3 octobre 1994, le corps de cadets revint à son affiliation originelle et fut renommé le XII Manitoba Dragoons Cadet Corps. Il s'agit de la seule organisation à porter les insignes des 12th Manitoba Dragoons de nos jours.